# Arno Wallaard Memorial
De Arno Wallaard Memorial is een eendaagse wielerwedstrijd die gehouden wordt in en rond het dorp Meerkerk in de provincie Utrecht. De wedstrijd kreeg in 2009 de UCI 1.2 categorie kwalificatie en is opgenomen in de UCI Europe Tour. In 2022 werd hij toegevoegd aan de lijst van immaterieel erfgoed in Nederland.
De wedstrijd is in 1984 begonnen als amateurkoers onder de naam Omloop van de Alblasserwaard. Dit werd in 2007 in de huidige naam gewijzigd als hommage aan Arno Wallaard, een voormalig Nederlands wielrenner die in 2006 op 26-jarige leeftijd overleed, vlak voordat hij zijn debuut bij de profs zou maken. Wallaard won de Omloop van Alblasserwaard in 1999.

## Lijst van winnaars

### Meervoudige winnaars
| Zeges | Renner         | Jaren      |
| ----- | -------------- | ---------- |
| 2     | Arie Overbeeke | 1984, 1985 |

### Overwinningen per land
| Zeges | Land                                                                  |
| ----- | --------------------------------------------------------------------- |
| 33    | Nederland                                                             |
| 1     | België, Denemarken, Duitsland, Frankrijk, Verenigd Koninkrijk, Zweden |